# تقييم الطاقة بالمنزل

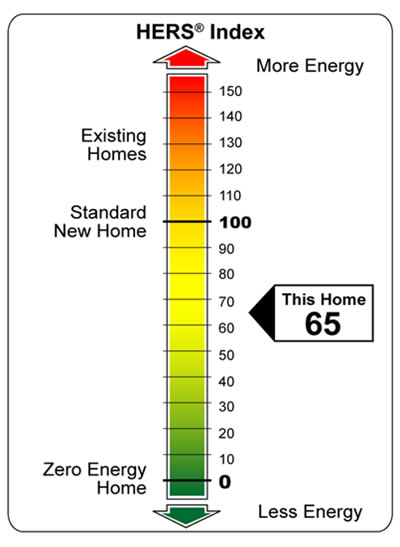
مؤشر HERS لكفاءة استهلاك الطاقة في المنازل وفق تصنيف RESNET

تقييم الطاقة بالمنزل (بالإنجليزية: Home energy rating)‏، هو قياس كفاءة الطاقة في المنزل. يمكن استخدام تقييمات الطاقة المنزلية للمنازل القديمة أو المنازل الجديدة. ويسمح تقييم الطاقة المنزلية لمنزل قديم لمالك المنزل باستلام تقرير يتضمن خيارات لتحسين كفاءة الطاقة في المنزل. ويمكن لأصحاب المنازل بعد ذلك استخدام التقرير لتحديد أكثر الطرق فعالية لرفع مستوى كفاءة الطاقة. ويسمح تصنيف الطاقة المنزلية لمنزل جديد للمشترين بمقارنة كفاءة استخدام الطاقة في المنازل التي يفكرون في شرائها.